# Xanthorhoe rimata
Xanthorhoe rimata är en fjärilsart som beskrevs av Maksymilian Nowicki 1865. Xanthorhoe rimata ingår i släktet Xanthorhoe och familjen mätare. Inga underarter finns listade i Catalogue of Life.